# Truttikon

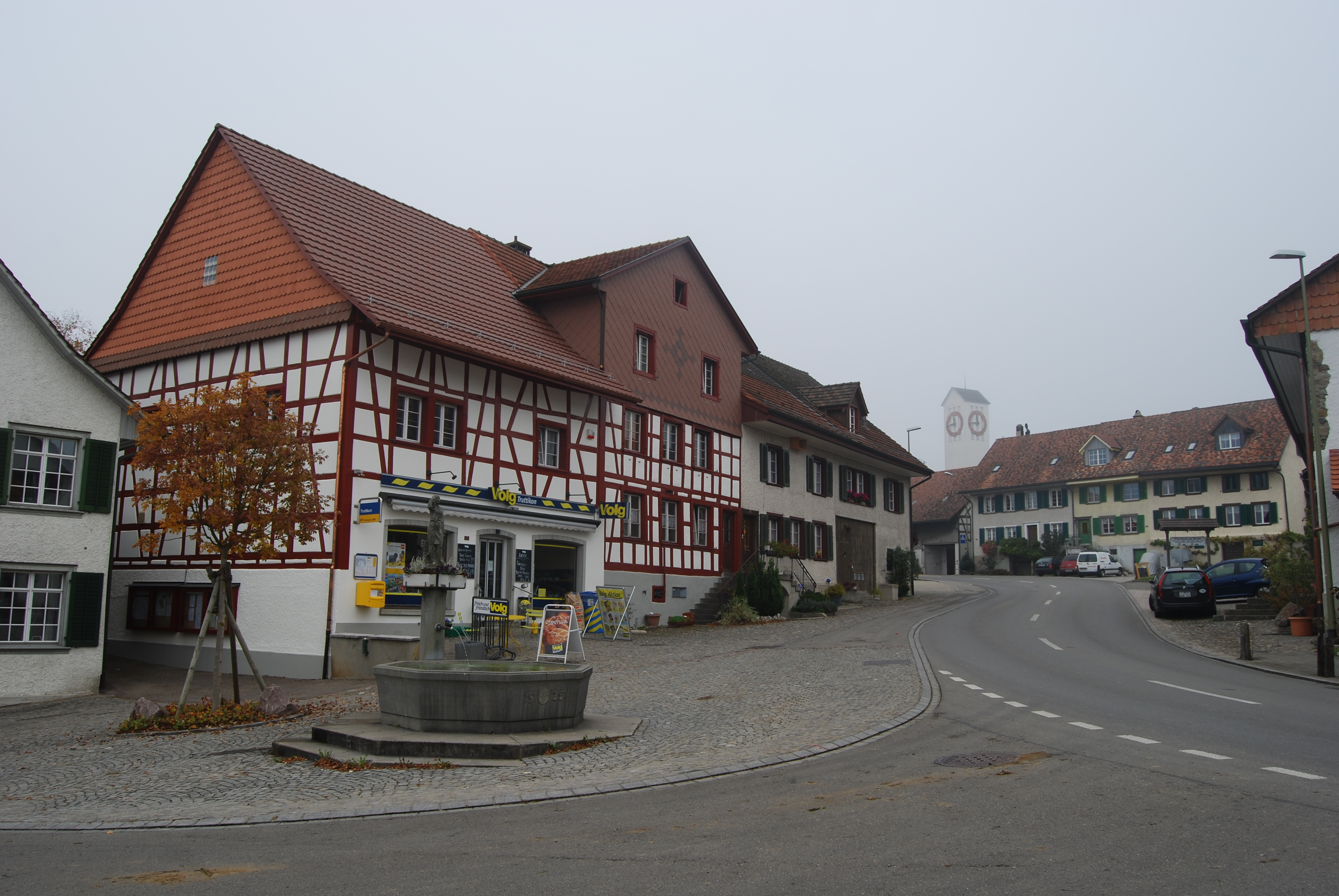
Dorfbrunnen und -laden im Zentrum von Truttikon

Truttikon ist eine politische Gemeinde im Bezirk Andelfingen des Kantons Zürich in der Schweiz. Ihr Mundartname ist Truttike.

## Geographie
Die Gemeinde liegt im Zürcher Weinland in einer schwach hügeligen Landschaft. Von der Gemeindefläche dienen 64,1 % der Landwirtschaft, 28,6 % sind mit Wald bedeckt, 2,3 % sind Verkehrs-, 4,5 % Siedlungs- und 0,5 % unproduktive Fläche. Gewässerfläche gibt es keine (Stand 2018).

## Bevölkerung
| Jahr      | 1634 | 1850 | 1900 | 1950 | 2000 | 2005 | 2010 | 2015 | 2020 | 2022 |
| --------- | ---- | ---- | ---- | ---- | ---- | ---- | ---- | ---- | ---- | ---- |
| Einwohner | 196  | 371  | 328  | 296  | 421  | 457  | 444  | 446  | 428  | 429  |

## Politik
Gemeindepräsident ist Sergio Rämi (parteilos, Stand 2023).
Bei der Nationalratswahl 2019 erreichten die Parteien folgende Wähleranteile: SVP 42,45 %, SP 13,45 %, Grüne 9,97 %, FDP 9,39 %, EDU 8,47 %, EVP 5,59 %, glp 4,57 %, BDP 2,08 %, die Guten 1,44 %, CVP 1,01 % und andere (7) 1,59 %.
Die Wähleranteile bei der Nationalratswahl 2023: SVP 44,09 % (+1,64 %), SP 13,47 % (+0,02 %), FDP 7,51 % (−1,89 %), Grüne 6,91 % (−3,05 %), glp 6,86 % (+2,29 %), Die Mitte 5,70 % (+2,61 %), EDU 5,09 % (−3,38 %), EVP 3,61 % (−1,97 %), Aufrecht Zürich 2,50 %, Mass-Voll! 1,97 %, PdA 1,42 % (+0,43 %), andere (9) 0,88 %.

## Wirtschaft
In Truttikon wird verbreitet Wein angebaut.

## Geschichte

Luftbild von Werner Friedli (1964)

Truttikon wurde als Truttaninchova erstmals im Jahr 858 urkundlich erwähnt. Damals gingen durch eine Schenkung Ländereien in Truttikon an das Kloster Rheinau über.
Im Jahr 1556 wurde Truttikon an das Augustinerkloster Kreuzlingen verkauft, dem es bis ins Jahr 1798 gehörte. Die Gemeinde war Teil der Grafschaft Kyburg und kam in der Folge durch Erbgang 1452 zur Stadt Zürich.
Durch Beschluss des Kantonsrates wurde die bestehende Zivilgemeinde auf den 1. Januar 1879 in den Stand einer politischen Gemeinde erhoben.

## Wappen
Blasonierung:
In Rot eine goldene Traube an zweiblättrigem goldenem Rebenzweig
Das Wappen ist eine Neuschöpfung aus der Zeit um 1878, als die Zivilgemeinde von Trüllikon gelöst und in eine politische Gemeinde umgewandelt wurde. Das Wappen symbolisiert den traditionellen Weinbau in Truttikon und ist seit Ende 1930 in seiner heutigen Farbgebung das offizielle Wappen der Gemeinde.

## Persönlichkeiten
- Jakob Herzog (1867–1959), Landschaftsmaler